# Mistério de Natal
Mistério de Natal é um livro lançado em 1992 do escritor Jostein Gaarder, o mesmo autor do best-seller O Mundo de Sofia.
O livro narra uma história envolvente e cativante que começa no primeiro dia do mês de dezembro. 
Trata-se de uma viagem pelo tempo e pela história conduzindo rumo ao nascimento de Jesus Cristo.
Essa viagem é feita por meio de histórias contadas em um calendário "mágico" de natal, onde cada dia se lê um novo capítulo, tendo no total 24 dias.